# Chrosomus cumberlandensis
Chrosomus cumberlandensis är en fiskart som först beskrevs av Starnes och Starnes, 1978.  Chrosomus cumberlandensis ingår i släktet Chrosomus och familjen karpfiskar. IUCN kategoriserar arten globalt som sårbar. Inga underarter finns listade i Catalogue of Life.